# Camino (Castroverde)
Camino (llamada oficialmente San Miguel do Camiño) es una parroquia española del municipio de Castroverde, en la provincia de Lugo, Galicia.

## Organización territorial
La parroquia está formada por dos entidades de población:
- San Miguel
- Trasorras

## Demografía
| Gráfica de evolución demográfica de Camino entre 2000 y 2019 |
|                                                              |
| Datos según el nomenclátor publicado por el INE.             |